# Megaselia mediocristata
Megaselia mediocristata är en tvåvingeart som beskrevs av Rudolf Beyer 1965. Megaselia mediocristata ingår i släktet Megaselia och familjen puckelflugor. Inga underarter finns listade i Catalogue of Life.